# Matty James
Matthew Lee „Matty“ James (* 22. Juli 1991 in Bacup) ist ein englischer Fußballspieler. Er steht seit 2024 beim walisischen Verein AFC Wrexham unter Vertrag.

## Manchester United
Der aus der Jugendakademie von Manchester United stammende Matty James wechselte am 5. Februar 2010 auf Leihbasis zum Zweitligisten Preston North End. Nur einen Tag später gab er sein Profidebüt bei einem 2:1-Heimsieg über Sheffield United und erzielte dabei in der zehnten Spielminute zudem sein erstes Tor. Bis zum Saisonende der Football League Championship 2009/10 bestritt er weitere siebzehn Ligaspiele, ehe er zu United zurückkehrte. Am 2. Juli 2010 verpflichtete Preston den Nachwuchsspieler auf Leihbasis für die komplette neue Spielzeit. Nach zehn Ligaspielen in der Saison 2010/11 berief Alex Ferguson Matty James sowie Ritchie De Laet und Joshua King vorzeitig nach Manchester zurück, da der Vorstand des Tabellenletzten seinen Sohn Darren Ferguson als Trainer entlassen hatte.

## Leicester City
Am 15. Mai 2012 wechselte James gemeinsam mit seinem Teamkameraden Ritchie De Laet zum Zweitligisten Leicester City. In der Football League Championship 2012/13 erreichte James (24 Ligaspiele/3 Tore) mit Leicester dank eines Sieges am letzten Spieltag bei Nottingham Forest den Einzug in die Play-offs. Dort scheiterte der Verein jedoch im Halbfinale unter dramatischen Umständen am FC Watford. In der Football League Championship 2013/14 konnte er sich dafür mit seiner Mannschaft den Meistertitel der zweiten Liga sichern und erreichte damit den Aufstieg in die erste Liga. Mit dem Aufsteiger sicherte sich Matty James (27 Ligaspiele) als Tabellenvierzehnter den Klassenerhalt in der Premier League 2014/15.
Kurz vor Saisonende zog sich James im Mai 2015 im Spiel gegen den FC Southampton einen Kreuzbandriss zu. James verpasste aufgrund der Verletzung die gesamte Premier League 2015/16, in der Leicester City sensationell den Meistertitel gewann. Auch in den Folgejahren kam er nur zu wenigen Einsätzen bei dem Erstligisten und konnte nicht seine Position vor der Verletzung zurückerobern.

## Bristol City
Nach neun Jahren bei Leicester City unterschrieb Matty James im Juni 2021 einen Dreijahresvertrag beim Zweitligisten Bristol City. Dort trifft er auf Trainer Nigel Pearson, der ihn 2012 bereits zu Leicester City geholt hatte.

## AFC Wrexham
Im Jahr 2024 wechselte James zum walisischen Verein AFC Wrexham, mit dem er 2025 nach seiner ersten Saison in die zweitklassige EFL Championship aufstieg.

## Englische Nationalmannschaft
Mit der englischen U-19-Nationalmannschaft nahm der 17-jährige Matty James an der U-19-Fußball-Europameisterschaft 2009 in der Ukraine teil. Der in den ersten beiden Vorrundenspielen eingesetzte James erreichte mit seiner Mannschaft das Finale des Turniers, blieb bei der 0:2-Niederlage gegen den Gastgeber jedoch ohne Einsatz.

## Erfolge
- Englischer Meister: 2015/16